# Lesley-Ann Brandt
Lesley-Ann Brandt, född 2 december 1981 i Kapstaden, är en sydafrikansk skådespelare.
Brandt har bland annat medverkat i TV-serierna Spartacus, Lucifer och Captain Fall.

## Filmografi (i urval)
- 2010–2011 – Spartacus (TV-serie)
- 2016–2021 – Lucifer (TV-serie)
- 2023 – Captain Fall (TV-serie)